# Gnadochaeta sierricola
Gnadochaeta sierricola là một loài ruồi trong họ Tachinidae.